# マニスティー郡 (ミシガン州)
マニスティー郡（英: Manistee County）は、アメリカ合衆国ミシガン州ロウアー半島の北西部に位置する郡である。2010年国勢調査での人口は24,733人であり、2000年の24,527人から0.8%増加した。郡庁所在地はマニスティー市（人口6,226人）であり、同郡で人口最大の都市でもある。
「マニスティー」という名前はオジブワ族インディアンの言葉であり、郡内を流れる主要河川に当てられていたものだった。その派生の過程は明らかでないが、ministigweyaaすなわち「河口に島のある川」という意味の可能性がある。

## 歴史
マニスティー郡は1840年に設立され、1855年に組織化された。

## 地理
アメリカ合衆国国勢調査局に拠れば、郡域全面積は592平方マイル (1,530 km2)であり、このうち陸地576平方マイル (1,490 km2)、水域は15平方マイル (39 km2)で水域率は2.55%である。
マニスティー郡ブラッカー空港がマニスティー市の北東3マイル (4.8 km) にある。

### 主要高規格道路
- アメリカ国道31号線
- ミシガン州道22号線
- ミシガン州道55号線はマニスティー市の2マイル (3 km) 北からロウアー半島を横切り、タワスシティまで155マイル (248 km) 伸びている[9]
- ミシガン州道115号線

### 隣接する郡
- ベンジー郡 - 北
- グランドトラバース郡 - 北東
- ウェックスフォード郡 - 東
- レイク郡 - 南東
- メイソン郡 - 南
- マニトワック郡 (ウィスコンシン州) - 南西、ミシガン湖の対岸
- ケワニー郡 (ウィスコンシン州) - 西、ミシガン湖の対岸

### 国立保護地域
- マニスティー国立の森（部分）

## 人口動態
以下は2000年の国勢調査による人口統計データである。
| 基礎データ - 人口: 24,527人 - 世帯数: 9,860 世帯 - 家族数: 6,714 家族 - 人口密度: 17人/km2（45人/mi2） - 住居数: 14,272軒 - 住居密度: 10軒/km2（26軒/mi2） 人種別人口構成 - 白人: 94.16% - アフリカン・アメリカン: 1.63% - ネイティブ・アメリカン: 1.30% - アジア人: 0.32% - 太平洋諸島系: 0.03% - その他の人種: 1.01% - 混血: 1.55% - ヒスパニック・ラテン系: 2.61% 先祖による構成 - ドイツ系：23.5% - ポーランド系：16.9% - イギリス系：8.8% - アメリカ人：8.8% - アイルランド系：7.1% 言語による構成 - 英語：96.2% - スペイン語：2.3% | 年齢別人口構成 - 18歳未満: 22.6% - 18-24歳: 6.7% - 25-44歳: 26.3% - 45-64歳: 26.3% - 65歳以上: 18.1% - 年齢の中央値: 42歳 - 性比（女性100人あたり男性の人口） - 総人口: 103.4 - 18歳以上: 102.0 世帯と家族（対世帯数） - 18歳未満の子供がいる: 27.4% - 結婚・同居している夫婦: 55.1% - 未婚・離婚・死別女性が世帯主: 9.1% - 非家族世帯: 31.9% - 単身世帯: 27.3% - 65歳以上の老人1人暮らし: 13.2% - 平均構成人数 - 世帯: 2.37人 - 家族: 2.86人 収入と家計 - 収入の中央値 - 世帯: 34,208米ドル - 家族: 41,664米ドル - 性別 - 男性: 33,211米ドル - 女性: 20,851米ドル - 人口1人あたり収入: 17,204米ドル - 貧困線以下 - 対人口: 10.3% - 対家族数: 6.9% - 18歳未満: 13.5% - 65歳以上: 7.9% |

## 郡政府
郡政府は郡監獄の運営、地方道の維持、地方裁判所の運営、権利譲渡と抵当権設定記録など重要記録の維持、公衆衛生規制の管理、福祉など社会サービスの項目で州の施策への参加を行う。郡政委員会は予算を管理するが、法や条例を作るのは限定付き権限である。ミシガン州では、警察と消防、建設と区画割、税評価、街路維持など地方政府の大半機能は個々の都市と郡区の責任である。

## 郡区
マニスティー郡は下記14の郡区に分割されている。
| - アーカディア - ベアレイク - ブラウン - クレオン - ディクソン | - ファイラーチャーター - マニスティー - メイプルグローブ - マリラ - ノーマン | - オネカマ - プレザントン - スプリングデール - ストロナック |

## 都市と町
| 都市 - マニスティー - 郡庁所在地 | 村 - ベアレイク - コープミッシュ - イーストレイク - カリーバ - オネカマ | 未編入の町 - アーカディア - ブレスレン - チーフ - マリラ - ノーウォーク - ピアポート - パークデール - ウェルストン |

## 歴史銘板
郡内には13か所に公式の州指定歴史銘板がある
- ハリエット・クインビーの子供時代の家
- ジョン・J・メキネン瓶の家
- 第一会衆派教会
- 1871年大火の跡
- ホリー・トリニティ・エピスコパル教会
- ホリー・トリニティ・エピスコパル教会牧師館
- カリーバ
- マニスティー市立図書館
- マニスティー消防所
- アワーセビアーズ・ルーテル教会
- ラムズデル劇場
- トリニティ・ルーテル教会
- ウィリアム・ダグラス邸